# Olympique Lyonnais
Olympique Lyonnais (vanligen OL eller Lyon) är en fransk fotbollsklubb från Lyon i Frankrike, som bildades 1950. Lyon spelar sina hemmamatcher på Parc Olympique Lyonnais.

## Historia
Olympique Lyonnais skapades 1950 från Lyon Olympique, som bildades 1899. Fotbollssektionen bröt sig ur och skaffade ett nytt namn: Olympique Lyonnais. Därför anser klubbens supportrar att klubben skapades 1899.
Klubben dominerade fransk fotboll i början av 2000-talet. Efter en andraplats 2001 vann klubben sju franska mästerskap i rad (2002–2008).
I januari 2016 ersatte den nybyggda Parc Olympique Lyonnais den äldre Stade de Gerland som hemmaarena för Lyon.

## Spelare

### Truppen
| Nr | Land            | Pos | Namn                                |
| -- | --------------- | --- | ----------------------------------- |
| 1  | Portugal        | MV  | Anthony Lopes                       |
| 2  | Elfenbenskusten | F   | Sinaly Diomandé                     |
| 3  | Italien         | F   | Emerson Palmieri (lån från Chelsea) |
| 4  | Frankrike       | F   | Castello Lukeba                     |
| 5  | Belgien         | F   | Jason Denayer                       |
| 6  | Brasilien       | F   | Marcelo                             |
| 7  | Kamerun         | A   | Karl Toko Ekambi                    |
| 8  | Frankrike       | MF  | Houssem Aouar                       |
| 9  | Frankrike       | A   | Moussa Dembélé                      |
| 10 | Brasilien       | MF  | Lucas Paquetá                       |
| 11 | Zimbabwe        | A   | Tino Kadewere                       |
| 12 | Brasilien       | F   | Henrique                            |
| 14 | Frankrike       | F   | Léo Dubois                          |
| 16 | Togo            | MV  | Malcolm Barcola                     |
| 17 | Frankrike       | F   | Malo Gusto                          |

| Nr | Land      | Pos | Namn                |
| -- | --------- | --- | ------------------- |
| 18 | Frankrike | A   | Rayan Cherki        |
| 19 | Mali      | MF  | Habib Keïta         |
| 20 | Algeriet  | A   | Islam Slimani       |
| 21 | Frankrike | F   | Damien Da Silva     |
| 22 | Frankrike | MF  | Jeff Reine-Adélaïde |
| 23 | Brasilien | MF  | Thiago Mendes       |
| 24 | Senegal   | MF  | Pape Cheikh Diop    |
| 25 | Frankrike | MF  | Maxence Caqueret    |
| 27 | Tyskland  | F   | Jérôme Boateng      |
| 28 | Frankrike | MF  | Florent Da Silva    |
| 29 | Schweiz   | A   | Xherdan Shaqiri     |
| 30 | Tyskland  | MV  | Julian Pollersbeck  |
| 31 | Frankrike | A   | Lenny Pintor        |
| 33 | Senegal   | F   | Abdoulaye Ndiaye    |
| 39 | Brasilien | MF  | Bruno Guimarães     |

### Utlånade spelare
| Nr | Land      | Pos | Namn                                         |
| -- | --------- | --- | -------------------------------------------- |
|    | Brasilien | MF  | Camilo (i Cuiabá till 31 december 2021)      |
|    | Turkiet   | F   | Cenk Özkaçar (i OH-Leuven till 30 juni 2022) |

| Nr | Land      | Pos | Namn                                          |
| -- | --------- | --- | --------------------------------------------- |
|    | Frankrike | MF  | Yahya Soumaré (i Dijon FCO till 30 juni 2022) |
|    | Mali      | F   | Youssouf Koné (i Troyes till 30 juni 2022)    |

### Nämnvärda spelare
- Karim Benzema (1996–2009)
- Grégory Coupet (1997–2008)
- Florent Malouda (2003–2007)
- Michael Essien (2003–2005)
- Éric Abidal (2004–2007)
- Hatem Ben Arfa (1999–2008)
- Juninho Pernambucano (2001–2009)
- Jérémy Toulalan (2006–2011)
- Mahamadou Diarra (2002–2006)
- Manuel Amoros (1993–1995)
- Sonny Anderson (1999–2003)
- Daniel Bravo (1997–1998)
- Vikash Dhorasoo (1998–2001, 2002–2004)
- Raymond Domenech (1969–1977)
- Marc-Vivien Foé (2000–2002)
- Ludovic Giuly (1995–1998)
- Sidney Govou (1999–)
- Aimé Jacquet (1973–1976)
- Bernard Lacombe (1969–1978)
- Florian Maurice (1991–1997)
- Jean Tigana (1978–1981)

## Tränare
- Oscar Heisser (1950–1954)
- Julien Darui (1954–1955)
- Lucien Troupel (1955–1959)
- Gaby Robert (1959–1961)
- Manu Fernandez (1961–1962)
- Lucien Jasseron (1962–1966)
- Louis Hon (1966–1968)
- Aimé Mignot (1968–1976)
- Aimé Jaquet (1976–1980)
- JP Destrumelle (1980–1981)
- Vladimir Kovacevic (1981–1982)
- Robert Herbin (1982–1984)
- Robert Nouzaret (1984–1987)
- Denis Papas (1987–1988)
- Marcel Le Borgne (1988)
- Raymond Domenech (1988–1993)
- Jean Tigana (1993–1995)
- Guy Stephan (1995–1996)
- Bernard Lacombe (1996–2000)
- Jacques Santini (2000–2002)
- Paul Le Guen (2002–2005)
- Gérard Houllier (2005–2007)
- Alain Perrin (2007–2008)
- Claude Puel (2008–2011)
- Rémi Garde (2011–2014)
- Hubert Fournier (2014–2015)
- Bruno Génésio (2015–2019)
- Sylvinho (2019)
- Rudi Garcia (2019–2021)
- Peter Bosz (2021–2022)
- Laurent Blanc (2022–2023)
- Fabio Grosso (2023)
- Pierre Sage (2023–)